# Старая Муртаза
Старая Муртаза (баш. Иҫке Мортаза) — деревня в Кушнаренковском районе Республики Башкортостан Российской Федерации. Входит в состав  Карача-Елгинского сельсовета.

## География

### Географическое положение
Расстояние до:
- районного центра (Кушнаренково): 30 км,
- центра сельсовета (Карача-Елга): 9 км,
- ближайшей ж/д станции (Уфа): 87 км.

## История
В «Списке населенных мест по сведениям 1870 года», изданном в 1877 году, населённый пункт упомянут как деревня Муртазина 4-го стана Бирского уезда Уфимской губернии. Располагалась при речке Сырыше, по левую сторону почтового тракта из Бирска в Мензелинск, в 46 верстах от уездного города Бирска и в 34 верстах от становой квартиры в деревне Дюртюли. В деревне, в 30 дворах жили 144 человека (71 мужчина и 73 женщины, мещеряки). Жители занимались земледелием, скотоводством, сапожничеством.

## Население
| 2002 | 2009 | 2010 |
| ---- | ---- | ---- |
| 138  | →138 | ↘133 |

Национальный состав
Согласно переписи 2002 года, преобладающие национальности — татары (57 %), башкиры (43 %).